# دنزل دنيس
دنزل دنيس (بالإنجليزية: Denzil Dennis)‏ هو موسيقي جامايكي، ولد في 13 أكتوبر 1945.